# Акопян Тетяна Степанівна
Акопян Тетяна Степанівна (вірм. Թագուհի Ստեփանի Հակոբյան, відома під псевдонімом Асмік (вірм. Հասմիկ; *21 березня 1879, Нахічевань — †23 серпня 1947, Єреван) — вірменська актриса, народна артистка Вірменської РСР.
Псевдоніми: Асмік, Тагуї Асмік.

## Біографія
З ранніх років виступала у різних театральних трупах на батьківщині та в Тбілісі. В 1906 році була запрошена в трупу Вірменського драматичного товариства в Тбілісі, де розпочала свою професійну сценічну діяльність.
З 1920 року — у Вірменії.
З 1926 року знімалася у кіно. Очолювала трупу народного театру в Діліжані, а з 1921 року була провідною акторкою театру імені Г. Сундукяна. Зіграла безліч класичних ролей в театрі та кіно.
Депутат Верховної Ради Вірменської РСР 1-го скликання.

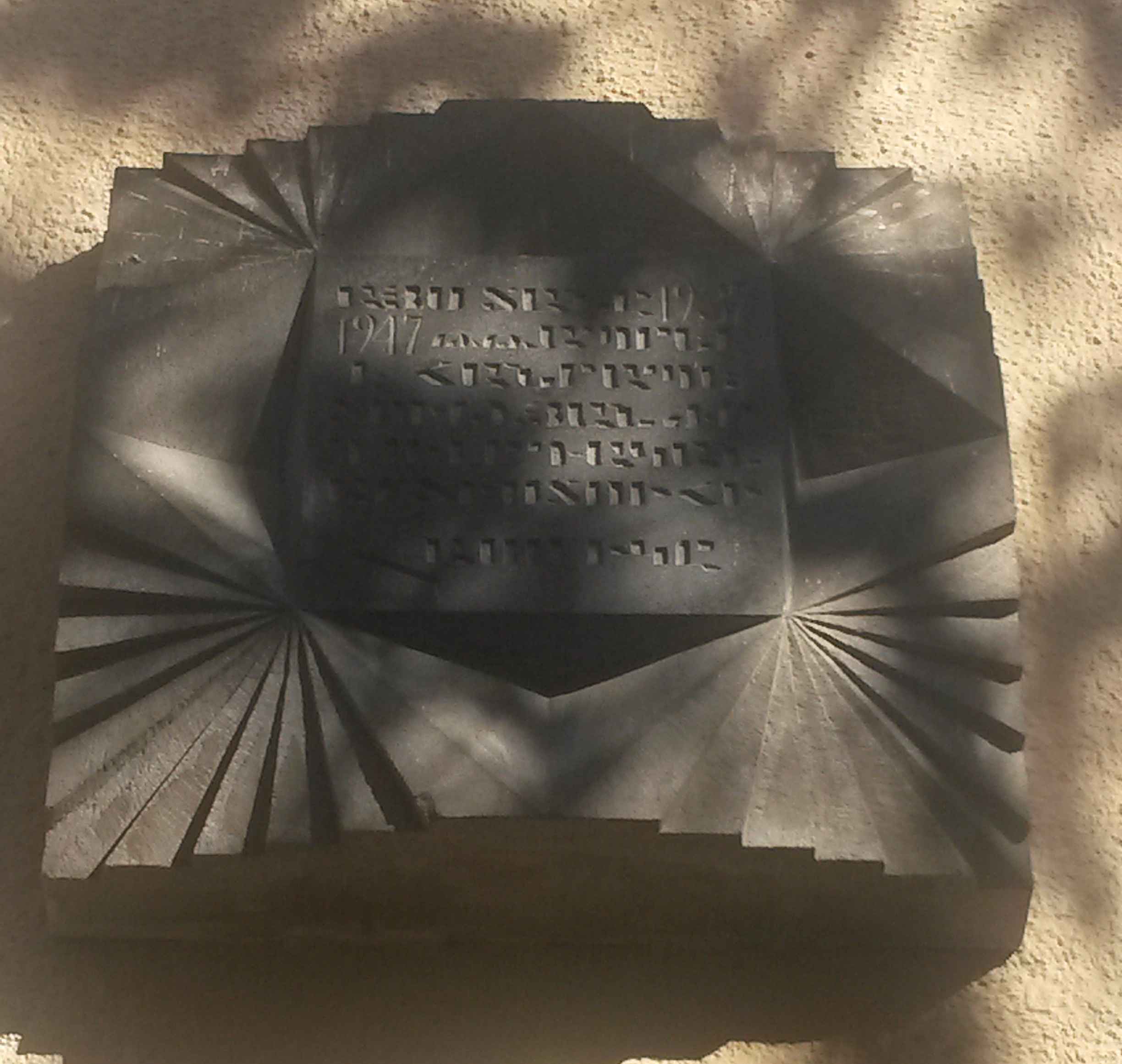

## Нагороди
- Народна артистка Вірменської РСР (1935).
- Герой Праці (1936).
- орден Трудового Червоного Прапора (1945)

## Ролі

### В театрі
- Шушан («Пепо» Г. Сундукяна)
- Кніртьє («Загибель „Надії“» Г. Геєрманса)
- Анна («На зорі» А. Гулакяна)
- Любов Ярова (одноймена п'єса К. Треньова)
- Меланія («Єгор Буличьов та інші» М. Горького)
- Васса Желєзнова (одноймена М. Горького),
- Кабаниха («Гроза» О. Островского)

### В кіно
- 1926 — Намус — Маріам
- 1927 — Злий дух — Шушан
- 1927 — Раба — Нубар
- 1929 — Гашим
- 1930 — Під чорним крилом — Маріам
- 1932 — Дві ночі — матір Каро
- 1932 — Курди-єзіди — Шаке Юсупова
- 1934 — Гікор — Деді
- 1935 — Пепо — Шушан, матір Пепо
- 1938 — Зангезур — Агюль
- 1939 — Гірський марш — Асмік
- 1939 — Люди нашого колгоспу — Сона Таті
- 1939 — Севанські рибаки — Такуї
- 1941 — Сім'я патріотів (короткометражний) — матір
- 1943 — Давид Бек — Нані

## Документальні фільми
- «Асмік» 1978 г., студія т/ф «Ереван», 18хв. (510м), ч/б. Авт. сцен. К. Калантар, реж. Ф. Амірханян, опер. А. Мовсесян.